# Jozue (svetopisemska knjiga)
Jozue je ena izmed knjig Svetega pisma in spada v Staro zavezo. Jozue, ki je osrednja osebnost zgodbe, je bil Mojzesov služabnik in pomočnik, po čigar smrti je prevzel vodstvo Izraelcev, da jih popelje v obljubljeno deželo. Knjiga torej opisuje dogajanje za tem, kar pripovedujejo Mojzesove knjige. Pokazati hoče, da je bil Bog zvest zavezi, ki jo je sklenil z Izraelci in da je obljube, ki jih je dal, tudi izpolnil - Izraelci so posedli deželo. Jozue je umrl star 110 let.